# Emma-Kate Lidbury
Emma-Kate Lidbury née le 19 février 1980 dans le comté de Wiltshire est une triathlète professionnelle anglaise, multiple vainqueur sur distance Ironman 70.3.

## Biographie

### Jeunesse
Journaliste de formation à l'Université de Cardiff, Emma-Kate Lidbury a découvert le triathlon grâce à son métier à l'Oxford Mail and Times en 2005. L'hebdomadaire parrainait le premier triathlon de Blenheim dans l'Oxfordshire,  ils voulaient qu'un journaliste fasse la course, le choix fut assez rapide puisqu'Emma-Kate fut nageuse de compétition lorsqu'elle était adolescente.

### Carrière en triathlon
Emma-Kate remporte l'Ironman 70.3 Augusta en 2011, trophée qu'elle défend un an plus tard, seulement battue par la championne du monde en titre l'australienne Melissa Hauschildt. Le doublé, elle le réussit à Majorque où elle remporte l'Ironman 70.3 en 2011 et 2012. En 2013, elle confirme sur l'épreuve du circuit 70.3 au Texas par sa plus belle victoire devant quatre américaines réputées Kelly Williamson, Caitlin Snow, Liz Lyles et Jessica Jacobs. L'année d'après, elle triomphe à l'Ironman 70.3 Kansas.

### Vie privée
L'ancienne journaliste a commencé comme triathlète professionnelle en 2009 et vit maintenant à Oxford avec son partenaire Ian Osborne.

## Palmarès
Les tableaux présentent les résultats les plus significatifs (podium) obtenus sur le circuit international de triathlon depuis 2010,.
| Année | Compétition              | Pays                       | Position           | Temps           |
| ----- | ------------------------ | -------------------------- | ------------------ | --------------- |
| 2015  | Ironman Majorque         | Espagne                    | Médaille d'argent  | 9 h 31 min 49 s |
| 2014  | Ironman 70.3 Texas       | États-Unis                 | Médaille d'argent  | 4 h 11 min 5 s  |
| 2013  | Ironman 70.3 Kansas      | États-Unis                 | Médaille d'or      | 4 h 15 min 49 s |
| 2013  | Ironman 70.3 Texas       | États-Unis                 | Médaille d'or      | 4 h 13 min 52 s |
| 2013  | Ironman 70.3 Raleigh     | États-Unis                 | Médaille d'argent  | 4 h 21 min 14 s |
| 2012  | Ironman 70.3 Majorque    | Espagne                    | Médaille d'or      | 4 h 39 min 5 s  |
| 2012  | Challenge Fuerteventura  | Espagne                    | Médaille d'or      | 4 h 32 min 41 s |
| 2012  | Ironman 70.3 Augusta     | États-Unis                 | Médaille d'argent  | 4 h 13 min 7 s  |
| 2011  | Ironman 70.3 Augusta     | États-Unis                 | Médaille d'or      | 4 h 19 min 31 s |
| 2011  | Ironman 70.3 Majorque    | Espagne                    | Médaille d'or      | 4 h 33 min 18 s |
| 2011  | Challenge Fuerteventura  | Espagne                    | Médaille d'or      | 4 h 33 min 18 s |
| 2011  | Ironman 70.3 Royaume-Uni | Royaume-Uni                | Médaille d'or      | Timing          |
| 2011  | TriStar111 Nevis         | Saint-Christophe-et-Niévès | Médaille d'or      | 4 h 7 min 9 s   |
| 2011  | Ironman 70.3 Miami       | États-Unis                 | Médaille de bronze | 4 h 23 min 11 s |
| 2010  | Ironman 70.3 Royaume-Uni | Royaume-Uni                | Médaille de bronze | 4 h 56 min 26 s |